# ورث (ایلینوی)
ورث (به انگلیسی: Worth) یک منطقهٔ مسکونی در ایالات متحده آمریکا است که در شهرستان کوک (ایلینوی) واقع شده‌است. ورث ۶٫۱۷ کیلومتر مربع مساحت و ۱۰٬۷۸۹ نفر جمعیت دارد.